# Sedmi korpus Armije RBiH
Sedmi korpus Armije Republike Bosne i Hercegovine je bio jedan od ukupno sedam korpusa koji je za vrijeme rata u Bosni i Hercegovini djelovao u sastavu Armije Republike Bosne i Hercegovine. Osnovan je 7. travnja 1994. sa sjedištem u Travniku. Zapovjednik korpusa za čitavo vrijeme njegovog postojanja bio je Mehmed Alagić.

## Povijest
Ideje o formiranju korpusa, čija zona odgovornosti bi obuhvaćala dio Srednje Bosne a čiji bi glavni glavni zadatak bio zadržavanje teritorija pod kontrolom Armije BiH u Srednjoj Bosni ove i zauzimanje okupiranog teritorija Bosanske krajine su nastale daleko prije samog osnivanja korpusa. Naime, treći korpus Armije Republike Bosne i Hercegovine iz kojeg je trebao izrasti novi korpus je imao veliku zonu odgovornosti i veliko brojno stanje što je u izvjesnoj mjeri otežavalo lanac rukovođenja i zapovijedanja, a samim time su i rezultati su bili skromniji. Dana 11. siječnja 1994. godine, Predsjedništvo Republike Bosne i Hercegovine donijelo je odluku o formiranju sedmog korpusa Armije Republike Bosne i Hercegovine. Međutim, stanje na terenu bilo je izuzetno teško usljed borbi sa snagam vojske RS i sa HVO-om, koje su se odvijala u zoni odgovornosti ovog korpusa. Ipak, dan nakon stupanja na snagu sporazuma o prekidu svih neprijateljstava između Armije RBiH i HVO-a, 26. veljače 1994., Predsjedništvo Republike Bosne i Hercegovine donosi novu odluku o formiranju korpusa kojom se određuje da zapovjednik novoformiranog 7. korpusa postane brigadir Mehmed Alagić dok zapovijedanje nad 3. korpusom preuzima brigadir Sakib Mahmuljin. Primopredaja dužnosti zapovjednika 7. korpusa obavila se 6. travnja, a funkcioniranje Komande Korpusa dan kasnije te se ovaj dan obilježava kao službeni datum formiranja 7. korpusa Armije Republike Bosne i Hercegovine.

## Zapovjedništvo
Zapovjedništvo 7. korpusa bila je u Travniku a sačinjavali su je:
- Zapovjednik: brigadir Mehmed Alagić
- Zamjenik zapovjednika: pukovnik Fikret Ćuskić
- Načelnik štaba: Kadir Jusić
- Pomoćnik za sigurnost: pukovnik Ramiz Dugalić
- Pomoćnik za logistiku: pukovnik Abdulah Jeleč
- Pomoćnik za finansije: major Mustafa Šanta
- Načelnik Odsjeka za obuku: major Remzija Šiljak

## Struktura i organizacija
Kako je formiranje 7. korpusa nastalo u drugačijim uvjetima i okolnostima u odnosu na druge korpuse tako je i proces ustrojavanja išao brže i organizovanije. Korpus je nastao od dotadašnjih operativnih grupa iz sastava 3. korpusa: OG ‘’Bosanska krajina’’ i OG ’’Zapad’’ te njima pripadajućih jedinica. Na dan formiranja, korpus su činile sljedeće jedinice:
Iz operativne grupe ‘’Bosanska krajina’’:
- 17. viteška krajiška brdska brigada
- 705. brdska brigada – Jajce;
- 706. brdska brigada sa sjedištem u Travniku, Han Bila;
- 708. brdska brigada sa sjedištem u Novom Travniku;
- 712. brdska brigada sa sjedištem u Travniku;
- 725. brdska brigada - Vitez;
- 727. brdska brigada i
- 737. muslimanska brdska brigada.

Iz operativne grupe ‘’Zapad’’ u sastav korpusa su ušle sljedeće brigade:
- 707. brdska brigada sa sjedištem u Bugojnu;
- 717. brdska brigada sa sjedištem u Gornjem Vakufu i
- 770. brdska brigada – Donji Vakuf.

Nešto kasnije, korpusu će se pridružiti i busovačka 733. brdska brigada.

## Zona odgovornosti
Zona odgovornosti je odgovarala zoni odgovornosti dotadašnji operativnih grupa "Bosanska krajina" i "Zapad" a ukljičivala je uglavnom teritorij u dolinama rijeka Vrbas i Lašva.

## Značajniji uspjesi
- Operacija Cincar - zauzimanje prostora sjeverno od Kupreških vrata, 1. - 3. studenoga 1994.
- Operacija Vlašić - zauzimanje Vlašića, 23. ožujka 1995.
- Operacija Maestral
  - zauzimanje Donjeg Vakufa 14. rujna 1995.
  - zauzimanje i obrana Ključa 17. rujna 1995.
- Operacija Južni potez - zauzimanje Sanskog Mosta zajedno sa jedinicama Petog korpusa, 10. listopada 1995.